# Echinenon

Echinenon

Echinenon (4-oxo-β-karoten) je karotenoid (konkrétně ketokarotenoid) obsažený například v mořských sasankách (v jejich pohlavních žlázách) a také v některých bakteriích (např. sinice či aktinomycety). Produkce echinenonu může být dosaženou také určitou genetickou modifikací rostlin (např. mrkev, tabák, brambor).
Echinenon je možné vyrobit oxidací betakarotenu nebo retro-dehydrokaroten kyselinou jodičnou či jejími solemi, a to za přítomnosti katalyzátorů a inertního rozpouštědla.